# 斜橋總會
斜橋總會（Country Club），是上海市的一座歷史建築，現已拆除。斜橋總會最初的建築修建於1879年，當時是英國人的社交場所。 抗日戰爭期間，斜橋總會曾經是駐華日派遣軍上海辦公室。抗戰後至1949年，斜橋總會再改為美國斜橋俱樂部。 1949年後，這裡被華東工會幹部學校、上海市體委體工隊使用。 1974年後，上海電視台遷入斜橋總會。 1994年，斜橋總會被拆除，原址改建廣電大廈。